# Salete Chiamulera
Salete Chiamulera   (Londrina, 1959) és una pianista brasilera, nascuda a Londrina, estat del Paranà, al Sud del Brasil. Neta d'immigrants procedents del poblet de Chiamulera, comarca del Valle di Cadore, cosa que li confereix també la nacionalitat italiana.

## Estudis Musicals
Posseeix el grau de Màster en execució pianística de la Universitat de Kent (Ohio, EEUU), i el doctorat en música de la Universitat de Rio Grande do Sul (Brasil).
L'any 1985 va participar al IX Concurs Internacional de Piano Frédéric Chopin, i tot seguit va residir dos anys més a Polònia (1985-1987) dedicant-se a perfeccionar la seva técnica, com a becària de la Acadèmia de Música Frederic Chopin, a Varsòvia. En aquest període va desenrotllar una intensa activitat en centres culturals polonesos, divulgant especialment les obres del compositor brasiler Heitor Villa-Lobos.

## "Expressivitat Dialògica"
Salete Chiamulera és investigadora en el camp de la Expressivitat Musical sobre bases conceptuals dialògiques, en que aplica, en els estudis de pràctica interpretativa de la música, conceptes desenrotllats pel filòsof Mikhaïl Bakhtín en l'estudi del llenguatge, com ara heteroglòssia, cronotops (espaitemps) i el sentit carnavalesc. La seva tesi doctoral, L'expressivitat musical dialògica en el Rudepoema de Heitor Villa-Lobos, analitza la composició musical - Rudepoema - que va dedicar al pianista polonès Arthur Rubinstein, tot abraçant aspectes de l'expressiu en música a partir dels diàlegs que manté l'intèrpret de la partitura amb l'autor de la composició.

## Projectes Culturals
La imaginació dialògica és el context creatiu de Projectes Culturals ideat i coordinat per Salete Chiamulera. Aquests projectes presenten diferents perspectives de la pràctica artística, preveient la interacció i la participació d'artistes de diferents procedències i llenguatges.
El Projecte “Hausmusik Brasil” estableix connexions entre famílies i artises. El seu lema: «Transformar la sala d'estar de la vostra residència en un plató temporal per a l'art» ressalta la manifestació artística tot fomentant idees sobre amistat i responsabilitat, sobre bases filosòfiques establertes per Hannah Arendt. El Projecte “Mosaicos Bachianos” (Mosaics entorn de Bach) conjumina la apreciació d'obres instrumentals del compositor Johann Sebastian Bach i la contemplació de textos bíblics. El Projecte “Aquamusical – Tuhus, tots som Tuhus” tracta de la música brasilera i les composicions d'Heitor Villa-Lobos, posant de relleu aspectes de la brasilitat i la ecologia, tot valorant el patrimoni cultural del Brasil. Aquests projectes van representar el Brasil en les conferències mundials de educació musical organitzades per la ISME (International Society for Music Education), realitzades a la Xina (2010), Grècia (2012) i Azerbaidjan (2018).
L'any 2019 va desenvolupar els Projectes "Maria, João e Você!" i "Qui est Iesus?", Projectes multilingües estructurats a partir d'una construcció híbrida, segons el pensament del filòsof Mikhaïl Bakhtín. Aquests fets van tenir lloc a l'estil de la música reservata, a les instal·lacions de l'Studium Theologicum, amb el suport del director d'aquesta institució, el P. Jaume Sánchez Bosch, un sacerdot natural de Barcelona que parla diverses llengües.
A la quaresma de l'any 2020, per minimitzar els efectes del distanciament social, va llançar el Projecte “Salmos Christe” en format digital, promovent el Llibre dels Salms en diferents llenguatges poètics; entre ells, la col·lecció bilingüe "Salms de la litúrgia" sota la coordinació del P. Jaume Sánchez Bosch.
El Projecte “Flowers for Scott” (2020), amb l’artista d’arts visuals Tanare Silvério, va comptar amb música de Scott Joplin inspirada en flors i fulles, en sentit literal o figuratiu, com és el cas de la seva obra més famosa Maple Leaf Rag. Amb Marta Babsky, un contacontes de Minas Gerais, i les pianistes Margaret Andrade i Vânia Pimentel el Poetic Trilogy Project (2021) va revisar tres “mons de poesia i prosa” de l'escriptora brasilera Elisabete Tassi Teixeira: el Brasil d'Ouro Preto, Polònia (The Ballerina) i Antequera amb els seus misteris als sons de les cançons d'Isaac Albeniz.
És membre del Centro de Letras do Paraná, dedicat a activitats de divulgació de l'art i la cultura del Brasil contemporani, tals com el Projecte Links en col·laboració amb Marianne Brepohl i Clayton Mamedes, i el Projecte Agnus Dei dedicat a la memòria del compositor brasiler i sacerdot claretià José Penalva.

## Repertori
Les obres per a piano de José Penalva i Heitor Villa-Lobos són una part essencial del repertori del pianista.

## Cinematografia
Dintre de les celebracions del 30è aniversari de la SPVS – Sociedade de Proteção à Vida Selvagem – va participar en els homenatges a l'ambientalista Douglas Tompkins en la pel·lícula “A Natureza do Brasil”  amb la col·laboració del fotògraf i documentalista Haroldo Palo Júnior.